# Umar Muhayshi
Umar Abdullah el-Muhayshi (anos 1940 - assassinado em janeiro de 1984) era um oficial do exército  Líbia e membro do Conselho do Comando Revolucionário da Líbia que governou a Líbia após o  Golpe da Líbia de 1º de setembro de 1969.

## Vida
Nasceu em uma família de origem  circassiana e  turca, Umar Muhayshi era membro do grupo de oficiais do exército denominado Movimento dos Oficiais Livres, que derrubou o regime real na Líbia em 1º de setembro de 1969. Ele se tornou um membro do Conselho do Comando Revolucionário da Líbia de doze membros, chefiado por Muammar Gaddafi. Ele foi promovido ao posto de major após o golpe na Líbia de 1969. Após o estabelecimento do Tribunal Popular da Líbia em outubro de 1969, ele representou o procurador-geral no tribunal.
Em agosto de 1975, o regime de Gaddafi anunciou que uma tentativa de golpe havia sido impedida. Os treze principais conspiradores eram membros do Movimento dos Oficiais Livres e quatro deles (Muhayshi, Bashir Houadi, Abdul Munim el Houni e Awad Hamza) eram membros do Conselho Revolucionário.  A essa altura, Muhayshi já estava fora da Líbia. Entre 1976 e 1983, ele morou no Egito, Tunísia e Marrocos. Enquanto estava no Egito, algumas fontes disseram que o regime de Gaddafi tentou em vão assassinar Muhayshi mais de uma vez. 
Em 1983, enquanto Muhayshi estava no Marrocos, então sob o rei  Hassan II, as autoridades marroquinas entregaram Muhayshi ao governo de Gaddafi,conseqüentemente, ele foi assassinado na prisão de Abu Salim.